# Repulsion
Repulsion, i Finland även känd som Avsky (på finska Inho), är en brittisk rysare från 1965 i regi av Roman Polański.

## Handling
Den unga Carol (Catherine Deneuve) arbetar som manikyrist i London. Hon bor tillsammans med sin äldre syster, Helen (Yvonne Furneaux), i en ruffig lägenhet där systern ibland tar emot manliga vänner.
Under Carols svala yta finns en djup känslomässig störning. En psykos och rädsla för sexualdrift leder henne till att begå flera mord när systern åker på semester tillsammans med en man.

## Medverkande i urval
- Catherine Deneuve – Carole "Carol" Ledoux
- Yvonne Furneaux – Hélène "Helen" Ledoux
- Ian Hendry – Michael, Helens pojkvän
- John Fraser – Colin, Carols beundrare
- Patrick Wymark – Hyresvärd
- Renée Houston – Miss Balch
- Valerie Taylor – Madame Denise
- James Villiers – John
- Helen Fraser – Bridget
- Hugh Futcher – Reggie
- Monica Merlin – Mrs. Rendlesham
- Imogen Graham – Manikyrist
- Mike Pratt – Hantverkare